# Bridgnorth
Bridgnorth este un oraș și un district nemetropolitan în comitatul Shropshire, regiunea West Midlands, Anglia. Districtul are o populație de 51.800 locuitori din care 12.212 locuiesc în orașul propriu zis Bridgnorth.

## Orașe din district
- Bridgnorth
- Much Wenlock